# 莱比佐
莱比佐（法語：Les Bizots，法語發音：[le bizo]）是法国索恩-卢瓦尔省的一个市镇，属于欧坦区。

## 地理
莱比佐（46°45'5"N, 4°23'25"E）面积21.69 平方千米，位于法国勃艮第-弗朗什-孔泰大區索恩-卢瓦尔省，该省份为法国中部省份，北起顺时针与科多尔省、汝拉省、安省、罗讷省、卢瓦尔省、阿列省和涅夫勒省接壤。
与莱比佐接壤的市镇（或旧市镇、城区）包括：蒙瑟尼、布朗济、沙尔穆瓦、圣厄塞布、托尔西。

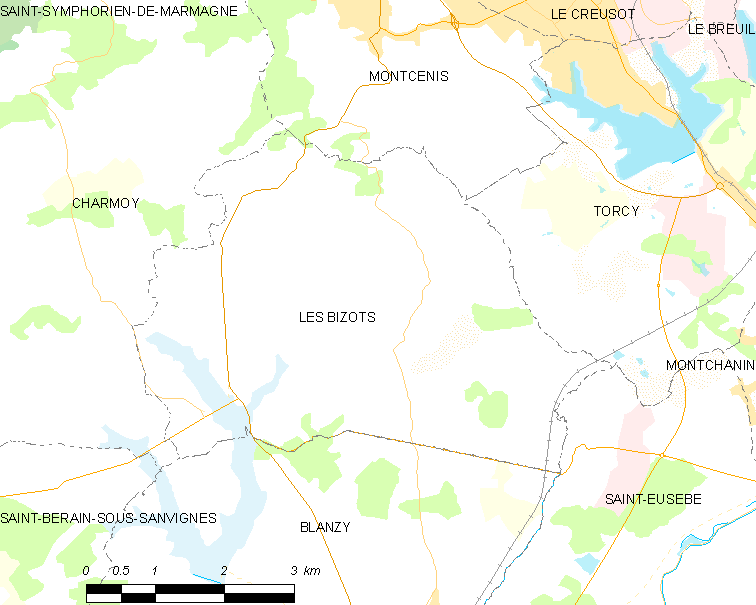
莱比佐的OSM定位图

莱比佐的时区为UTC+01:00、UTC+02:00（夏令时）。

## 行政
莱比佐的邮政编码为71710，INSEE市镇编码为71038。

## 政治
莱比佐所属的省级选区为布朗济县。

## 人口

1962-2008年间莱比佐人口变化图示

莱比佐于2022年1月1日时的人口数量为473人。